# Euthyonidiella tungshanensis
Euthyonidiella tungshanensis is een zeekomkommer uit de familie Sclerodactylidae.
De wetenschappelijke naam van de soort werd in 1937 gepubliceerd door Yang.